# メチルtert-ブチルエーテル
メチルtert-ブチルエーテル (methyl tert-butyl ether、略称 MTBE) はエーテルに分類される有機化合物。IUPAC命名法では2-メトキシ-2-メチルプロパンと表される。
引火点 -28 ℃、沸点 55.2 ℃。動物実験で発癌性が認められている。日本では消防法による危険物（第四類引火性液体、第一石油類）、労働安全衛生法による2019年有害物ばく露作業報告対象物に指定されている有機化学物質である。
ガソリンに添加することで以下のような効果が得られる。
- オクタン価の向上
- 排気中の一酸化炭素低減（分子中の酸素による助燃効果による）

1987年（昭和62年）、共同石油（現ENEOS）が日本国内で無鉛ハイオクガソリンを販売する際に、アンチノック剤として MTBE を添加し、「環境に優しい。加速が良い」とのキャッチフレーズで販売した。
しかし、米国で老朽化した地下ガソリンタンクからの漏洩による地下水汚染が問題化し、カリフォルニア州などでガソリンへの MTBE 添加が禁止される事態となった。
2005年4月11日、アメリカ環境保護庁はガソリンへの MTBE 添加を2014年12月31日以降禁止すると決定した。

## 地下水汚染問題
米国では地下水を飲用に供している町がある。これまでもガソリンスタンドの老朽化した地下ガソリンタンクからガソリンは漏洩していたが、ガソリンは水と混ざらないので地下細菌によって分解されていた。しかし MTBE やアルコールは水和性のため、漏洩した MTBE が地下水に混入し、飲用不適になってしまう問題が起こった。エタノールはガソリン分解細菌の活性を低下させるという意見もあったが、過剰に摂取しない限り人体無害なので、米国では MTBE の禁止とともにバイオエタノールの需要が激増した。なお、老朽化した地下タンクを使い、周辺の地下水を飲用に使う場合、メタノールでも MTBE と同様の問題は発生しうる。

## 関連記事
- エチルtert-ブチルエーテル（ETBE）
- ガイアックス